# Rohatina inermis
Rohatina inermis är en stekelart som beskrevs av Boucek 1954. Rohatina inermis ingår i släktet Rohatina och familjen puppglanssteklar.
Artens utbredningsområde är:
- Österrike.
- Tjeckien.
- Ungern.
- Sverige.
- Moldavien.

Arten är reproducerande i Sverige. Inga underarter finns listade i Catalogue of Life.